# Jindřich z Kravař a Plumlova
Jindřich z Kravař a Plumlova (kolem 1391? – 1. listopadu 1420) byl moravský šlechtic z rodu pánů z Kravař. Byl činný jako politik a působil jako moravský zemský hejtman.

## Život

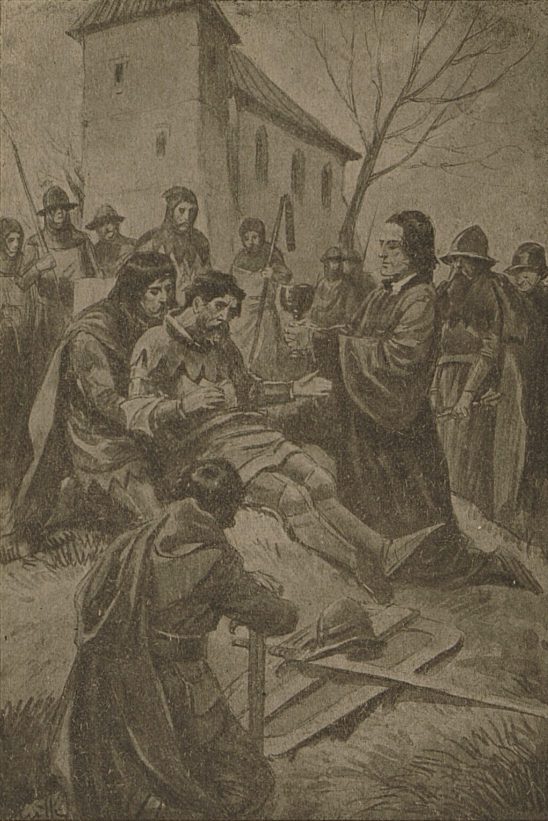
Smrt Jindřicha z Kravař a Plumlova (ilustrace V. Čutty, B. Janda Cidlinský: Husitská trilogie I.)

Jeho otcem byl významný moravský pán Petr z Kravař a Plumlova. Jindřich se narodil asi roku 1391. První písemná zmínka o něm pochází z roku 1412, kdy učinil na zasedání soudu v Olomouci několik deskových vkladů. Snažil se zbavit problematického a odlehlého majetku, který ještě se svým bratrem Benešem odprodával. Jeho mladší bratr však záhy zemřel, naposledy je uveden 22. srpna 1413. Jindřich tak přišel i o druhého dospělého bratra a patrně Benešova smrt ho vedla k rozhodnutí, aby se vydal na duchovní pouť na tehdejší konec světa - do Santiaga de Compostela. Cestu, jejíž součástí bylo i poselství ke králi Kastilie, vykonal od podzimu 1414 do roku 1416.
V roce 1417 se Jindřich Plumlovský z Kravař již účastnil zasedání soudů a moravských sněmů. Roku 1418 se s dalšími šlechtici vypravil k uherskému králi Zikmundovi, v němž hledala katolická šlechta oporu. Když v roce následujícím zemřel král Václav IV., přišlo moravské markrabství o svého vládce. 15. prosince 1419 přijel na Moravu Zikmund Lucemburský, který odvolal z funkce moravského zemského hejtmana Jindřichova bratrance Petra z Kravař a Strážnice a nahradil ho právě Jindřichem. 13. ledna 1420 zahajoval Jindřich olomoucký soud a 20. ledna soud brněnský. Na tomto soudě byl vzat na milost Heralt ze Sovince a Doubravice. V březnu téhož roku se Jindřich přidal k první křížové výpravě proti husitům, 20. července byl pověřen jednáním mezi Zikmundem a představiteli pražských obcí.
Osudnou se mu stala bitva pod Vyšehradem 1. listopadu 1420. Zikmund vykázal Moravanům nejnebezpečnější místo útoku v mokřinách a rybníčcích na levém křídle. Když husitské zálohy donutily Zikmundovo vojsko k ústupu, ten se proměnil na neschůdném levém křídle v úprk a boj o holý život. Radikální husité nebrali zajatce a mnozí šlechtici byli zabiti. Těžce raněný Jindřich z Kravař a Plumlova byl přenesen na hřbitov u kostelíka sv. Pankráce, kde se vyzpovídal, přijal svátost Večeře Páně pod obojí způsobou a krátce na to zemřel. Jeho tělo bylo převezeno na Moravu a pohřbeno v areálu augustiniánského kláštera v Prostějově.
V bitvě pod Vyšehradem padlo mnoho moravských šlechticů, mezi nimiž byl např. Vilém Zajíc z Valdeka na Židlochovicích, Vok IV. z Holštejna, či Jindřichův švagr Petr Konopišťský ze Šternberka, manžel jeho sestry Perchty. Po Jindřichově smrti byly jeho ostatky převezeny do rodového kláštera v Prostějově. Protože Jindřich neměl potomky, postoupila Jindřichova sestra Kateřina rodový majetek bratranci Petrovi Strážnickému z Kravař.